# Xã South Detroit, Quận Brown, Nam Dakota
Xã South Detroit (tiếng Anh: South Detroit Township) là một xã thuộc quận Brown, tiểu bang Nam Dakota, Hoa Kỳ. Năm 2010, dân số của xã này là 65 người.